# Linda Le
Linda Le (sinh ngày 15 tháng 12 năm 1982) là cosplayer, người mẫu, nghệ sĩ và nhân vật Internet người Mỹ gốc Việt. Le có nghệ danh là Vampy Bit Me, hoặc Vampy hay Vamp; "Vampy" cũng là một cái tên mà cô đã đặt cho nhân vật hư cấu của chính mình.

## Tiểu sử

### Thân thế
Chào đời tại Okmulgee, Oklahoma trong một gia đình người Việt nhập cư, Le chuyển đến và lớn lên ở San Jose, California, rồi sau tốt nghiệp ngành kinh doanh tại Đại học Tiểu bang San Jose trong khi làm nhiều công việc lặt vặt khác nhau. Về sau, cô theo học nghề tạo mẫu tóc từ tiệm Paul Mitchell ở Mỹ và tiệm Toni & Guy ở Luân Đôn cũng như ở Tokyo, trước khi trở về Mỹ bắt đầu dạy trang điểm và làm người mẫu. Le đã hóa trang thành các nhân vật mà mình yêu thích trong anime và trò chơi điện tử cổ điển từ năm 12 tuổi.

### Cosplay

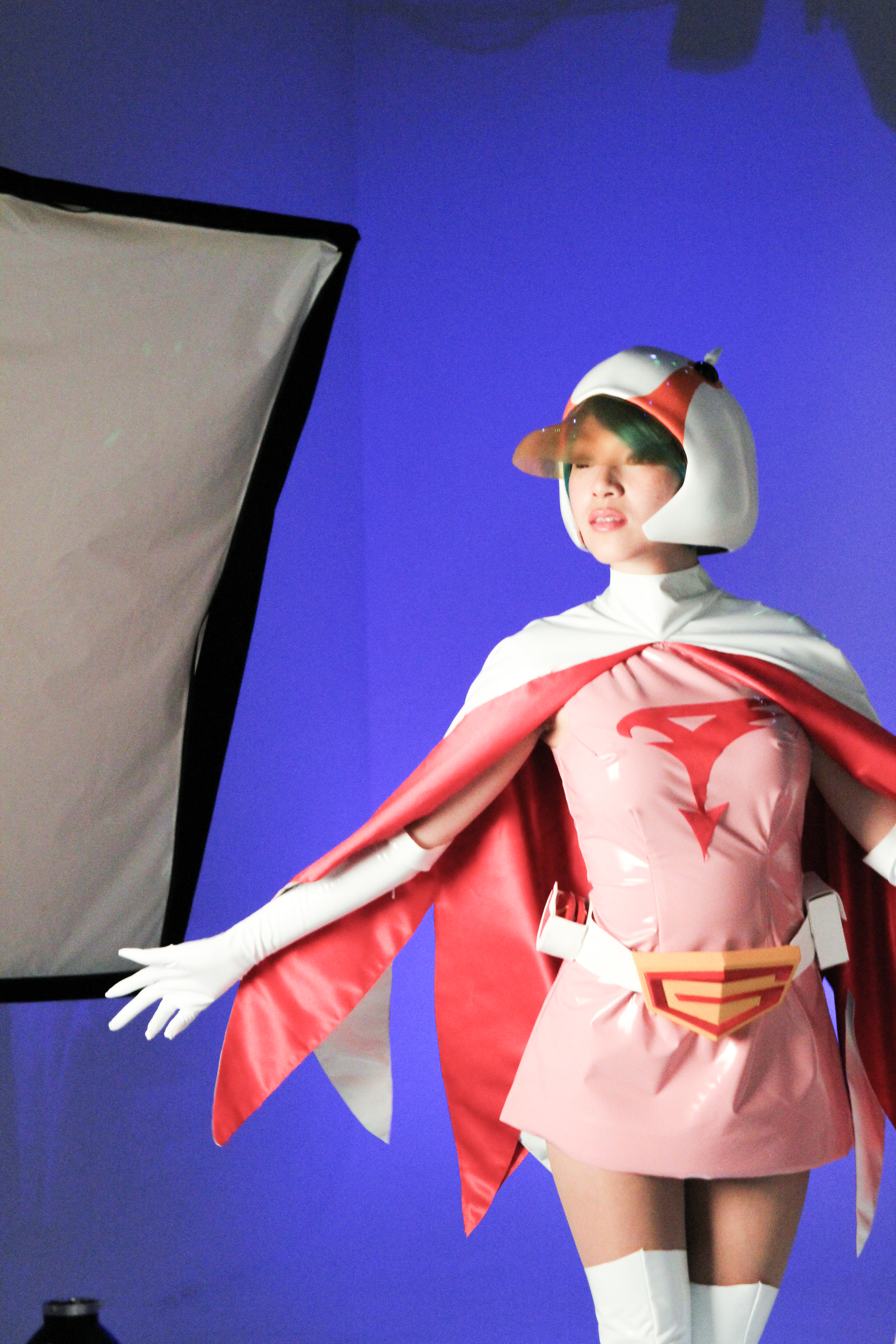
Linda Le posing as Jun from Gatchaman in 2013

Cô sớm nổi tiếng sau khi một số bộ cosplay của cô ra mắt trong cuốn sách giới thiệu Otacool 2 của công ty đồ chơi và đồ sưu tập Nhật Bản Kotobukiya. Sau đó Lê hợp tác với họa sĩ Street Fighter là Long Vo để tạo nên tác phẩm minh họa và truyện tranh cho cuốn sách VENT của hãng Udon Entertainment, cũng như với nhà điêu khắc Tim Miller của Sideshow Collectibles, theCHIVE, Gibson Guitar Corporation, KusoVinyl, Myx TV, Manga Entertainment UK và Bang Zoom! Entertainment, Jessica Chobot, và các họa sĩ cũng như công ty khác ở Mỹ và Nhật. Le là thành viên của nhóm chế tạo trang phục và áo giáp Team Mantium Designs, sau đổi tên thành Mantium Industries, và là một game thủ do Mad Catz tài trợ. Le từng viết bài chuyên mục dành cho YouBentMyWookie và vào năm 2012, cô gia nhập hãng Nerdist Industries phụ trách sản xuất Just Cos, một chương trình trên Internet về thế giới cosplay, do Chloe Dykstra đồng tổ chức. Le là thành viên của đội chơi game và cosplay chuyên nghiệp của Kat Gunn, Less Than 3 (LT3), cũng do Mad Catz tài trợ. FHM Singapore đã giới thiệu chân dung Le trong số tháng 12 năm 2013, kể cả trên trang bìa.

Cô vốn là một người hâm mộ đặc biệt nữ anh hùng Psylocke của bộ truyện X-Men, mà cô ấy hay cosplay trong mọi phiên bản của nhân vật này, và Morrigan Aensland từ Darkstalkers. Trong các cuộc phỏng vấn năm 2013, Le cho biết cô làm việc "gần 15 tiếng mỗi ngày và ngủ tối đa khoảng 4 tiếng", bộ trang phục yêu thích của cô cho đến nay là bộ của Teresa từ Claymore, bộ trang phục tham vọng nhất là của Morrigan, và yêu cầu trang phục kỳ quặc nhất mà cô ấy nhận được là "Kasumi gần như khỏa thân trong Dead or Alive." Le từng tham dự hơn 200 hội nghị của người hâm mộ Mỹ từ năm 2008 đến năm 2013, khi cô quyết định "nghỉ ngơi một thời gian" vào cuối năm đó. Amped Asia vào năm 2010 đã gọi Le "có lẽ là cô gái châu Á hấp dẫn nhất hành tinh số 1 nhờ tính lập dị (và cả sự gợi cảm nữa)." IGN vào năm 2011 cho rằng "kỹ năng cosplay của cô ấy nằm ngoài bảng xếp hạng". Theo Kotaku vào năm 2012, "Linda là một cỗ máy cosplay, nổi tiếng không chỉ về chất lượng trang phục mà còn về sự đa dạng của chúng;" Kotaku trước đây cũng đã mô tả Le "cực kỳ quyến rũ" và các tác phẩm của cô ấy trông "tuyệt vời". Khi được hỏi về năm 2013, cô nhìn thấy mình như thế nào trong 20 năm tới, Le trả lời: "Cosplay rất tuyệt, nhưng tôi không thể làm nó mãi được... Hy vọng rằng tôi sẽ có dòng trang phục của riêng mình, nghĩ ra đồ chơi và làm gì đó liên quan đến bối cảnh nghệ thuật".